# Peter Kappner
Peter Kappner (* 9. November 1944 in Berlin) ist ein deutscher Schauspieler.

## Leben und Wirken
Kappner erhielt seine künstlerische Ausbildung an der Max-Reinhardt-Schule in Berlin. Anschließend arbeitete er als Regieassistent und übernahm ab 1965 Rollen in Fernsehproduktionen, ohne dort jedoch sonderlich aufzufallen. Als freischaffender Künstler arbeitete Kappner auch häufig als Synchronsprecher und verfasste Drehbücher.

## Filmografie
- 1965: Der Augenblick des Friedens
- 1966: Große Liebe
- 1966: Erinnerung an zwei Montage
- 1967: Anneliese ruft Krokodil
- 1968: Berliner Antigone
- 1969: Gesang für die Gerechten
- 1970: Keine Zeit für Abenteuer
- 1970: Alle Hunde lieben Theobald (eine Folge)
- 1972: Autos